# Lygia Pape
Lygia Pape (Nova Friburgo, 7 de abril de 1927 – Río de Janeiro, 3 de mayo de 2004) fue una grabadora, escultora, pintora, cineasta, profesora y artista multimedia brasileña. Se la reconoce dentro del llamado Arte Concreto y del neoconcretismo, movimientos artísticos muy significativos en Brasil.

## Trayectoria
Lygia Pape comenzó sus estudios de arte con los grabadores Fayga Ostrower e Ivan Serpa. Dejó una obra marcada por el abstraccionismo geométrico y por una diversificación ejemplar. Una de sus obras más estimulantes es el Libro del Tiempo, un conjunto de 365 piezas de madera diferentes entre sí. Representante importante del arte contemporáneo en Brasil, Lygia tiene una trayectoria artística que comenzó con el abstraccionismo geométrico. En la década de 1950, ya tenía una reputación en la escena artística de Río de Janeiro y, en 1959, fue una de las firmantes del manifiesto neo-concreto, encabezado por Ferreira Gullar y Hélio Oiticica.
Participó en la 1ª Exposición Nacional de Arte Abstracto, en Petrópolis, en 1953. Expuso los grabados en madera de Tecelares, con el Grupo Frente, en el Museo de Arte Moderno de Río de Janeiro, en 1955. En 1956, participó en la Exposición de Arte Concreto en el MASP y en Zúrich. A fines de 1956 y principios de 1957, participó en la 1ª Exposición Nacional de Arte Concreto, en el Museo de Arte Moderno de São Paulo y en el Ministerio de Educación y Cultura, en Río.  En 1958, presentó en el teatro del hotel Copacabana Palace el Balé Neoconcreto, escrito por ella con la participación de Reynaldo Jardim.
Lygia Pape logró agrandar el campo del arte contemporáneo, al igual que figuras tales como Helio Oiticica y Lygia Clark. Inicialmente, se contó entre el grupo de los Concretos, geométricos, que se alejaban de la representación en el arte, pero de un modo muy original y variado. Luego, incorporó otro tipo de elementos artísticos. También colaboró con el "cinema novo" brasileño (Glauber Rocha, Pereira Dos Santos), incluso haciendo su cartelería; y ella misma acabó realizando vídeos de muy distinto calado. Pero nunca perdió su referencia expresiva geométrica y dinámica que ella contribuyó a enriquecer.
Desde 1972 hasta 1985, Lygia Pape enseñó semiótica en la Escuela de Arquitectura de la Universidade Santa Ursula, en Río de Janeiro, y fue profesora en la Escuela de Bellas artes de la Universidade Federal do Rio de Janeiro en 1983. 
Lygia Pape murió el 3 de mayo de 2004 en Río de Janeiro, a los 77 años; desaparecía una figura mayor del arte brasileño.
La gran exposición en el Museo Nacional Centro de Arte Reina Sofía, comisariada por Teresa Velázquez Cortés en 2011, extiende en Europa su reconocimiento. Ya en Venecia, en 2009, se vio que es una de las figuras artísticas más famosas de Brasil y del arte americano.

## Exposiciones recientes
- 2011 Museo Nacional Centro de Arte Reina Sofía, Madrid
- 2009 53, Biennale di Venezia
- 2009 Folder Museum of Modern Art, Nueva York
- 2008 Kunsthalle, Kiel
- 2008 Contemporary Brazilian Art Museum of Contemporary Art, Tokio
- 2008 Museu de Arte Moderna, Río de Janeiro
- 2008 Moderna Museet, Estocolmo
- 2007 Instituto Tomie Ohtake, São Paulo
- 2007 Museu de Arte Moderna, Río de Janeiro
- 2006 Bronx Museum of the Arts, Nueva York
- 2006 Museu de Arte Moderna, São Paulo
- 2006 Museu de Arte Moderna, Río de Janeiro
- 2006 1 Galería Graca Brandao, Oporto
- 2006 Barbican Centre, Londres
- 2005 Museum of Contemporary Art, Chicago
- 2005 Museum of Contemporary Art, Tesalónica
- 2005 Quarter, Florencia
- 2005 Museum für Gegenwartskunst, Siegen
- 2004 Museu de Arte Moderna, São Paulo
- 2004 Haus der Kunst, Múnich
- 2004 Le Magasin, Grenoble
- 2003 Galerie der Stadt Sindelfingen
- 2003 50. Biennale di Venezia
- 2003 Galería Fortes Vilaça, São Paulo
- 2002 Steirischer herbst, Graz
- 2002 Solomon R. Guggenheim Museum, Nueva York
- 2000 CAMJAP, Lisboa
- 2000 Museu Serralves, Oporto
- 1998 Museum of Contemporary Art, Los Ángeles

## Enlaces
- Lygia Pape sitio
- New York Times obituario
- Lygia Pape en la Biennale di Venezia 2009
- Entrevista sobre Lygia Pape

- Datos: Q3773732
- Multimedia: Lygia Pape / Q3773732